# Enzims del vi

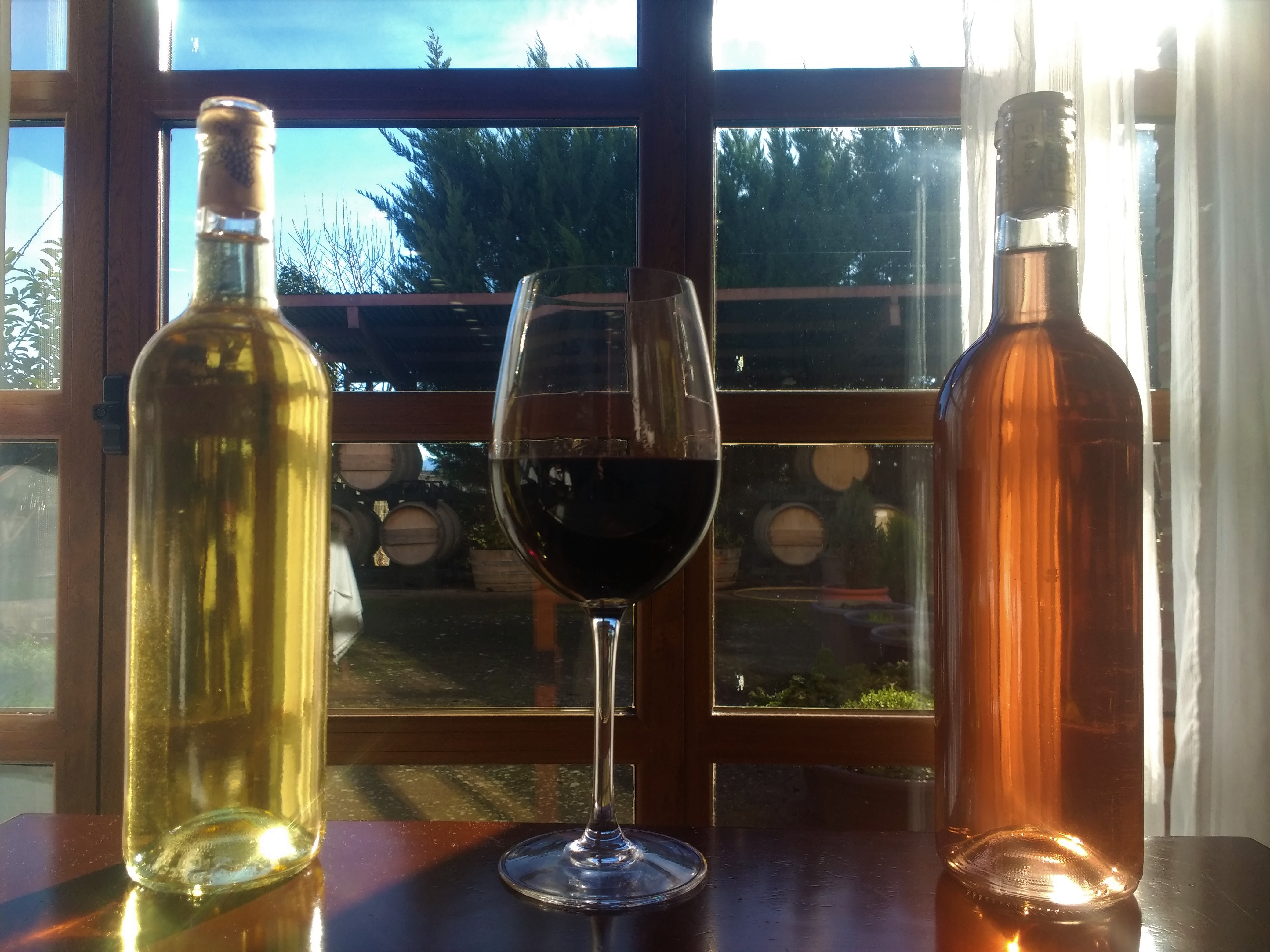

Els enzims són elements naturals i fonamentals per als processos de producció de vi. A més, aquests elements, tot i que apareixen, de manera natural, en els grans de raïm i en el llevat, també es poden trobar a nivell comercial, de manera que es poden utilitzar per a millorar el perfil aromàtic del vi i per a accelerar el procés de producció. En funció de l'acció d'aquests enzims podem classificar-los en enzims encarregats en l'extracció, en enzims encarregats en l'obtenció de les aromes, i enzims encarregats de la disminució de contaminants. La utilització d'un enzim pot suposar canvis organolèptics i canvis en el procés de producció que tenen com a resultat un canvi en el disseny de la planta, cost del producte i benefici obtingut. Com a conseqüència, les empreses vinícoles tenen un gran interès en l'ús d'aquests enzims.

## Enzims del color i les aromes
Actualment, la gran varietat de vins que tenim al mercat s'aconsegueixen mitjançant l'ús de diferents enzims abans, durant i després de la fermentació, entre d'altres diferències durant el procés de producció. L'ús d'aquests enzims produeixen canvis en el color, aroma i altres propietats organolèptiques. Aquestes característiques són molt apreciades pels tastadors professionals del vi, de fet, les classificacions s'estableixen segons aquestes. Per això, molts esforços són dedicats a aconseguir unes propietats úniques, moltes d'elles a través de l'ús de combinacions enzimàtiques.

### Enzims exògens
Es diuen enzims exògens aquells enzims que s'afegeixen durant el procés d'elaboració del vi, els quals no estan presents en el raïm o hi estan en baixes quantitats. D'aquesta manera, podem aconseguir potenciar una aroma o sabor o accelerar el procés de formació d'aquests.
Les dues famílies de molècules més importants quant a les aromes del vi són els compostos glicosilats i els tiols. Els compostos glicosilats són terpinols aromàtics inodors que són presents en la pell del raïm, tot i que la seva composició i el contingut canvia en funció de la varietat d'aquest raïm. En Vitis vinifera, aquests precursors estan units a molècules diglicosilades, glucosa i altres carbohidrats com ara l'arabinosa, ramnosa o apiosa. Així doncs, cal dir que la hidròlisi seqüencial d'aquests sucres allibera unes molècules anomenades terpinols, altament oloroses, que quan se separen del sucre que tenen unit generen tot el rang de aromes que poden tenir els vins, des d'olors a mel fins a olors afruitats o florals. Concretament, alguns d'aquests components són monoterpens i derivats del C13-norisoprenoid i són els que generen les aromes de fruites típics del vi.
Els tiols són compostos sulfurats responsables dels típics tocs aromàtics dels vins blancs produïts per varietats de raïm com ara Sauvignon, Chenin, Petit… i també d'algunes varietats vermelles. Aquests tiols poden estar presents en la pell i també en la polpa del raïm, en forma de precursors inodors que estan units a l'aminoàcid cisteïna. A més, aquests precursors van variant al llarg de la maduració del raïm, de manera que és així com s'explica que una mateixa varietat presenti unes aromes o uns altres en funció del moment en què es culli el raïm.

#### Glicosidases
Les glicosidases alliberen precursors aromàtics de les molècules de sucre que les fan no aromàtiques, millorant notòriament el potencial olorós dels vins. Aquestes molècules precursores es transformen en la forma aromàtica lliure amb el temps mitjançant una hidròlisi àcida, però el procés és lent. No obstant això, aquesta lentitud assegura una major longevitat d'aquests tipus de vi. En el cas dels vins que tenen una vida útil més reduïda, l'addició enzimàtica exògena és necessària per a alliberar les aromes. Els vins que es beneficien d'aquest tractament són els que es fan a partir de varietats de raïms que contenen monoterpens, com els Riesling, Gewürztraminer, totes les varietats de Muscat i algunes varietats neutres.
- β-glicosidasa. Permet l'alliberament de precursors terpènics i nor-isoprenoids que es troben sota la forma glicosilada no olorosa, units a la glucosa. D'aquesta manera s'obtenen els terpens aromàtics, els quals serveixen per a emmascarar les aromes que podrien produir els fenols en aquestes varietats prèviament esmentades, que podrien donar olors no corresponents als vins. Les β-glucosidases[2] endògenes del propi raïm són inhibides per les elevades concentracions d'etanol i el baix pH que hi ha durant la fermentació. Per tant, per a aconseguir que s'alliberin els terpens pot ser necessari introduir β-glucosidases exògenes. Les β-glucosidases comercials milloren l'alliberament dels terpens però també poden destruir les antocianines, molècules importants per mantenir l'estabilitat del color del vi.

#### Pectinases
Les pectinases o enzims pectolítics han estat utilitzades en la producció del vi des de la dècada dels 60. La funció de les pectinases és doble, d'una banda serveix per trencar el material de la planta i, d'aquesta manera, ajuda a l'extracció dels sabors de la barreja. D'altra banda, la presència de pectina en el vi acabat causa terboleses, per la qual cosa les pectinases s'usen per aclarir el vi.
La major part d'activitats produïdes pels enzims encarregats de la producció del vi la duen a terme aquells enzims derivats de la família de les pectinases, que inclou la pectina liasa (PL), la pectina metil-esterasa (PME) i la poligalacturonasa (PG). La pectina liasa duu a terme una activitat de depolimerització, és a dir, talla la cadena de pectina entre dos àcids galacturònics metilats. En canvi, la poligalacturonasa prefereix un substrat no metilat. Finalment, l'activitat pectina metil-esterasa no serveix per a despolimeritzar la cadena, sinó que el que fa és alliberar una molècula de metanol dels àcids galacturònics esterificats, de manera que facilita l'acció de la poligalacturonasa.
Aquests enzims són principalment utilitzats en varietats vermelloses de raïm, ja que el que fan és trencar la paret cel·lular de la pell dels grans, extraient, d'aquesta manera, les antocianines i els tanins, que milloren la intensitat del color i l'estabilitat del vi. De totes maneres, no tots els tipus d'enzims es poden afegir en tots els vins, ja que un enzim podria potenciar un sabor que a un determinat tipus de vi podria no convenir-li. El mateix efecte ocorre si no afegim els enzims al moment adequat. Els enzims pectolítics s'afegeixen als mosts per a accelerar l'extracció dels pigments i dels fenols. D'aquesta forma el premsat es pot realitzar abans, tot i que al reduir el contacte amb les polpes, el contingut de tanins es redueix.

#### Glucosa oxidasa
L'augment de la demanda de begudes amb baix contingut d'alcohol com la cervesa o el vi és un gran estimulant per a la recerca. Els vins de graduació alcohòlica reduïda es poden produir de diverses formes, per exemple mitjançant l'osmosi reversa. Altres alternatives busquen redirigir els sucres cap a glicerol reduint la producció d'etanol en la fermentació o també utilitzar enzims com la glucosa oxidasa (GOX) i la catalasa. El tractament del most amb la glucosa oxidasa permet convertir part de la glucosa en àcid glucònic el qual no és metabolitzable pels llevats. Els vins resultants tenen una quantitat d'etanol més reduïda però també una major acidesa, de manera que aquestes variacions poden provocar canvis en el seu sabor.

### Enzims dels llevats

#### Liasa
Els S-conjugats són precursors de tiols que donen una aroma cítrica i agradable a diversos vins, principalment al Sauvignon Blanc. Aquests tiols apareixen en el vi per l'acció dels enzims dels llevats que trenquen les unions C-S dels precursors no volàtils que contenen sofre, presents en la polpa i la pell del raïm. A diferència dels precursors glicosilats, els quals poden donar substàncies responsables de les aromes a través de mecanismes enzimàtics i no enzimàtics, aquests tiols volàtils només poden ser alliberats a través de mecanismes enzimàtics durant la fermentació. Per a què aquests es produeixin són necessaris dos passos: primer les cèl·lules han d'interioritzar els S-conjugats que hi ha en el medi i, després, han de trencar els enllaços C-S dels precursors, per mitjà de l'acció de les liases. La liasa més important en l'alliberament d'aquests tiols és la β-liasa. De tota manera, diferents β-liases poden tenir diferents preferències pels substrats, raó per la qual diferents soques de llevats donen diferents perfils de tiols.

#### Cinamil esterasa
Els raïms contenen àcids hidroxicinàmics, els quals es troben en la paret cel·lular en forma d'èster d'àcid tàrtric. Aquests compostos són interessants pel fet que serveixen com a precursors de fenols volàtils aromàtics. Per formar els fenols volàtils és necessària una primera hidròlisi dels èsters de l'àcid. La hidròlisi al pH i temperatura del vi és molt lenta i, és per això, que els llevats contribueixen a aquest procés mitjançant la hidrolasa d'èster d'àcid cinàmic. Els àcids hidroxicinàmics lliures tenen propietats astringents i amargants. Durant la fermentació, la forma trans d'aquests pot ser descarboxilada per donar vinilfenols volàtils amb olors fumades. Aquesta transformació és duta a terme per l'enzim hidroxicinàmic descarboxilasa dels llevats, també anomenat cinamil esterasa o hidrolasa d'èster d'àcid cinàmic. La quantitat de vinilfenols formats depèn de la soca de llevat utilitzada. Després aquests vinilfenols es redueixen als seus anàlegs alquils més potents a través de la vinifenol reductasa.
En el cas del vi blanc, la cinamil esterasa contribueix en la hidroslis dels àcids cumàric i ferúlic, els quals, després d'una descarboxilació produïda per algunes soques de llevats, condueix a la formació d'una sèrie de vinilfenols, els quals originen unes olors similars a les de la pintura o de l'esmalt per a les ungles, que són desagradables en el vi. En canvi, en el cas del vi vermell, aquests vinil fenols reaccionen amb els polifenols per a formar compostos estabilitzadors del color.

### Enzims del raïm

#### Enzims de l'oxidació delsàcids grassos
Els alcohols hexanol, cis-3-hexen-1-ol i trans-2-hexenol estan presents en baixes concentracions en els raïms intactes. No obstant això, en fer la disrupció del raïm, es formen a partir dels àcids α-linolénic i α-linoléic a través d'una oxidació enzimàtica. Aquests àcids grassos poliinsaturats, a diferència d'altres precursors aromàtics, són degradats abans de l'etapa de la fermentació, ja que la degradació es duu a terme pels enzims que s'alliberen en trencar els teixits del raïm que fan l'oxidació dels àcids grassos. Aquests alcohols donen aromes herbàcies als vins.

## Enzims extractius
Els enzims extractius són aquells que s'usen per a incrementar la quantitat de suc que s'extreu del raïm, així com les substàncies que podrien ser d'interès per les aromes i el color.

### Pectinases
Les pectinases també proporcionen avantatges a nivell tècnic, com ara l'acceleració de les fases de pre-fermentació, fet que origina una millora en la qualitat del most, amb una aroma més potent i majors concentracions de polifenols. El moment d'addició dels enzims durant el procés de producció del vi és molt important, per exemple, les pectinases es poden afegir després del premsat per clarificar el most, ja que la seva addició redueix la viscositat del suc, facilitant l'agregació de les partícules i, per tant, la seva sedimentació. De fet, si s'afegeixen a la polpa després del premsat es pot recuperar un mica de suc i, això provoca, un augment de la coloració.

### Cel·lulasa i hemicel·lulasa
L'activitat d'aquests dos enzims és importants en la maceració dels raïms vermells i té l'objectiu d'acabar d'extreure el màxim contingut possible present en les cèl·lules de la pell d'aquest raïm. En canvi, en la maceració del raïm blanc, l'acció d'aquests enzims s'intenta evitar per tal que no es produeixi la dilaceració de la pell, ja que això podria provocar problemes de premsat.

### Glucanases
Les glucanases es poden classificar en endoglucanases i exoglucanases i la seva funció és eliminar els glucans, hidrolitzant-los en forma de glucosa i oligosacàrids. A més, també tenen un important paper en l'alliberament de manoproteïnes durant l'envelliment del vi. La principal diferència entre les endoglucanases i les exoglucanases és que les primeres ataquen a la cel·lulosa o cadena de glucà de forma aleatòria, mentre que les exoglucanases alliberen cel·lobiosa, és a dir, molècules formades per dues unitats de glucosa. Les cel·lobiases són un tipus concret d'exoglucanases. Les diferents classes d'enzims agrupen macromolècules que actuen de forma sinèrgica per a degradar els glucans. Actualment, hi ha una gran quantitat de glucanases disponibles en el mercat que poden actuar en el clarificat, en el filtrat o en l'envelliment del vi.
- ß-glucanases: Aquests enzims s'han utilitzat tradicionalment per a millorar la filtració d'aquells vins obtinguts a partir de grans de raïm que havien estat infectats per Botrytis cinerea.[1] El que fa aquest fong quan infecta el raïm és secretar una quantitat elevada de glucans de cadena llarga (glucans β 1.3-1.6) en el suc del raïm, les quals tenen un alt pes molecular i, a més, ocasionen una gran viscositat. D'aquesta manera, el vi produït a partir d'aquest suc contindrà aquests glucans de cadena llarga molt viscosos i això provocarà que la filtració i la clarificació d'aquest vi sigui ineficient. Per tant, el tractament del vi amb glucanases és molt important en aquest aspecte, ja que permet degradar aquests molècules i millorar, així, la filtració del vi.[4]

## Disminució dels contaminants del vi
Durant la fermentació del vi es produeixen productes que poden arribar a ser tòxics per a la salut humana. A més, també es crea un ambient on, diferents microorganismes patògens, poden arribar a créixer espatllant el producte i esdevenint un risc per a la salut humana. Amb aquest objectiu, s'utilitzen en la indústria del vi, els següents enzims.

### Ureasa
A causa del metabolisme dels llevats, es produeix un augment d'urea en la fermentació del vi, no present en el most. Aquest component és altament reactiu amb l'etanol, i origina carbamat etílic o uretà, substància carcinògena i mutagènica.
Hi ha diversos mecanismes per a disminuir la seva producció:
- Ajust de nutrients: disminuir la presència de arginina, precursor de la urea.
- Triar un llevat amb menys capacitat de produir urea.
- Utilització d'ureasa
- Control de les condicions de producció.

Aquest enzim es pot obtenir a partir de diferents microorganismes, fins i tot, incloure’l en el propi llevat mitjançant mètodes de biologia molecular. No obstant això, la Unió Europea té regulat l'ús de la ureasa procedent de Lactobacillus fermentum. La Unió Europea permet afegir 5 unitats/mg d'ureasa i un màxim de 75 mg per litre de vi tractat, per a què no excedeixin les 375 d'unitats d'ureasa per litre. El vi, una vegada tractat ha de ser filtrat per eliminar tota activitat enzimàtica residual.

#### Cinética

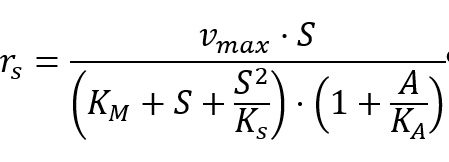
Cinètica Michaelis-Menten amb varies inhibicions. Equació 1

Encara que la cinètica de cada ureasa varia segons la soca de la qual procedeixi i de les condicions en les quals es trobi, s'ha determinat que segueix una cinètica de Michaelis-Menten depenent de pH, amb inhibició per substrat i amb inhibició no competitiva de producte pel amoníac produït. Queda reflectida així en l'equació (1); on rs és la velocitat de degradació de la urea, vmax és la velocitat màxima de la reacció, KM (constant de Michaelis-Menten) i KS i KA són constants d'inhibició pel substrat (S) i pel amoníac (A). Mitjançant l'estudi de diferents cinètiques es poden obtenir els valors de les constants donada una condició determinada. L'estudi d'aquesta cinètica serà necessari abans d'aplicar l'enzim en un procés biotecnològic, fixant el producte a tractar i les condicions en les quals es faran.
L'ús d'ureasa en la degradació de la urea es veu afectat negativament per la presència de components com (en ordre d'importància): fluorur, malat, etanol i components fenòlics. Això pot implicar que l'eficàcia del tractament no sigui igual en un vi blanc, que en un negre o que en un rosat. Necessita un medi amb pH àcid per funcionar.

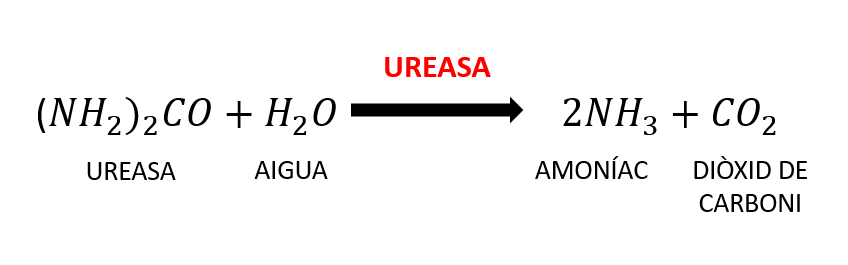
Reacció enzimàtica de la ureasa.

A causa del cost actual de l'enzim (1 euro per gram) i de la durada període d'aquesta reacció d'eliminació de la urea per hidròlisi enzimàtica (30-80 dies), el valor total del procés ronda entre 200-750 euros (depèn del tipus de vi, quantitat d'urea i límit d'urea que es considera no tòxic). Cal destacar que aquest preu també té en compte el procés de desactivació de l'enzim.

#### Determinació de la quantitat d'urea
La quantitat d'urea en vins comercials ha d'estar per sota dels 3 mg/L. Els mètodes de detecció es poden agrupar en tres categories:
- Reaccions colorimètriques: mitjançant diversos agents químics s'aconsegueixen diferents pigments, cadascun indicatiu d'un tipus de forma de la urea.
- Hidròlisi enzimàtica: basats en la determinació de l'amoni alliberat per l'acció de la ureasa. És un mètode indirecte.
- Separació cromatogràfica: no s'utilitza normalment. Aquest tècnica si que és usada per a determinar la quantitat d'altres components del vi: àcids orgànics, carbohidrats, pigments fenòlics, aminoàcids…

### Lisozim
El lisozim (EC3.2.1.17, N-acetilhexosaminodasa) és un enzim present en fluids protectors com la saliva, les llàgrimes i els mocs en mamífers. A causa de la seva funció principal, lisar cèl·lules bacterianes, és un enzim interessant en el món industrial.
El lisozim pot degradar un ampli rang de bacteris de l'àcid làctic que poden comprometre l'estabilitat del vi (Oenococcus, Pediococcus and Lactobacillus). També és eficaç contra Leuconostoc, que és el bacteri que transforma l'àcid màlic en àcid làctic en un pas important en la producció del vi: la fermentació malolàctica. Tot i així, no és capaç de degradar llevats.
De manera industrial, la principal font d'aquest enzim és l'ou, coneguda com a HEWL (hen eggWhite lysosyme) i és considerat per la Unió Europea com a conservant alimentari. Al principi, no hi havia cap límit de la quantitat de lisozim que es podia afegir al menjar. Malgrat tot, el 35% de la pacients al·lèrgics a l'ou tenen immunoglobulines E sensibles a aquest lisozim, de manera que això ha fet canviar la legislació sobre la quantitat de lisozim afegit (un màxim de 500 mg/L) i, com a conseqüència, els seus productors tenen l'obligació d'indicar-lo en la llista d'ingredients del producte.
Principals objectius de l'ús de lisozim en el vi:
- Prevenir el començament de la fermentació malolàctica abans d'hora:
  - Inhibeixen el desenvolupament de bacteris de l'àcid làctic en els mosts (100-150 ppm és suficient).
  - Reducció del risc de què la fermentació malolàctica interfereixi en la fermentació alcohòlica, ja que ambdues reaccions competeixen pel mateix substrat. Al seu torn, ens permet controlar quan ha de començar, bé de manera espontània o bé per inòcul.
  - Control del desenvolupament d'àcids volàtils.
- Protecció del vi si hi ha problemes en la fermentació alcohòlica i ha de parar-se momentàniament el procés.
- Protecció del vi després de la fermentació malolàctica. L'addicció de lisozim ens permet reduir la quantitat de sulfits que han de ser afegits, la qual es redueix al mínim necessari per a assegurar la antioxidació i el control del creixement dels bacteris de l'àcid acètic (funcions que el lisozim no pot suplir).

El lisozim es pot comprar com a sòlid o en forma líquida i pot costar entre 0.17-0.31 euros per gram. Si l'objectiu és evitar la fermentació malolàctica, uns 500 mg/L són requerits; però si només es vol retardar l'aparició dels bacteris que la produeixen, 250–300 mg/L són suficients. Aquestes quantitats emprades sobre vins blancs i vins rosats han de ser menors perquè hi ha menys fenols que inhibeixen l'enzim. Normalment s'afegeix després de la fermentació si és amb l'objectiu de parar o retardar la fermentació malolactica. D'altra banda si el que es vol evitar és la contaminació del most es pot afegir abans.